# 莫克利内霍
莫克利内霍，是西班牙安达卢西亚自治区马拉加省的一个市镇。 总面积14平方公里，总人口1104人（2001年），人口密度79人/平方公里。